# Lijst van prijzen voor bewijs van het paranormale

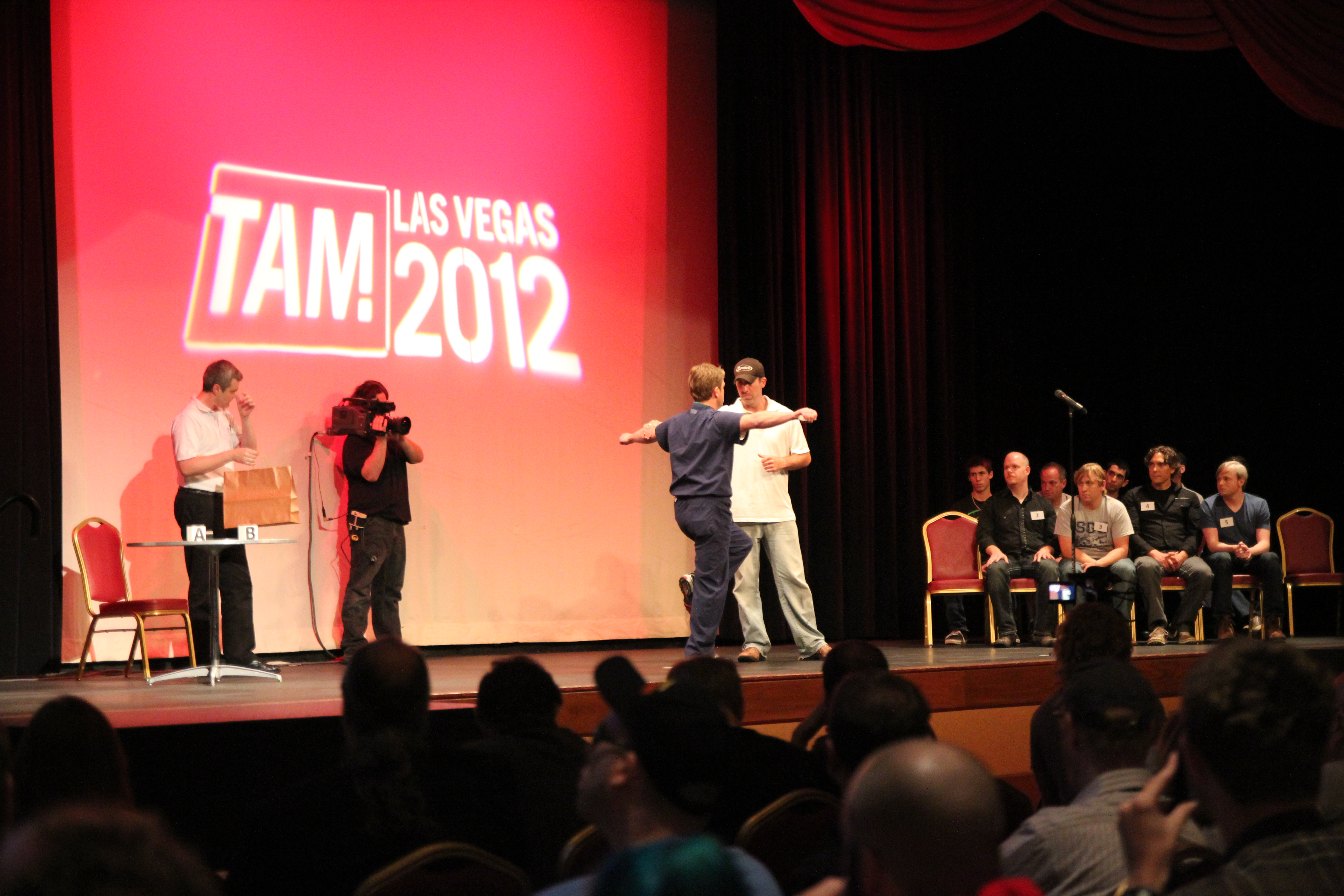
Zou een armbandproduct iemands balans kunnen verbeteren? Een pre-test van de One Million Dollar Paranormal Challenge tijdens TAM 2012.

Dit is een lijst van prijzen uitgeloofd aan eenieder die wetenschappelijk bewijs voor paranormale vermogens kan leveren.

## Doel
De bedoeling van het aanbieden van prijzen voor bewijs van paranormale vermogens is om degenen die beweren zulke vermogens te bezitten publiekelijk uit te dagen om te demonstreren dat ze die echt hebben en geen oplichters zijn of zichzelf voor de gek houden. De voorwaarden van de paranormale uitdagingen, die vaak gesteld worden door groepen of individuen die zichzelf "skeptici" of "rationalisten" noemen, worden van tevoren wederzijds overeengekomen tussen de uitdagers en de claimers. Een uitdaging wordt doorgaans opgedeeld in twee stappen, waarvan de eerste een "preliminaire test" of "pre-test" is, waarin claimers hun vermeende vermogens voor een beperkt publiek kunnen tonen onder gecontroleerde omstandigheden, voordat zij worden toegelaten tot de definitieve test. Soms staat er op het succesvol afleggen van deze pre-tests een kleinere prijs. Verscheidene lokale organisaties hadden uitdagingen opgezet die dienden als pre-tests voor grotere prijzen zoals de One Million Dollar Paranormal Challenge van de James Randi Educational Foundation (voor één miljoen Amerikaanse dollar, van 1964 tot 2015) of de Sisyphusprijs van SKEPP in 2012–2013 (voor één miljoen euro).

## Geschiedenis
In 1922 deed Scientific American twee voorstellen van US$ 2500: (1) voor de eerste authentieke foto van een 'geest' (spirit) die onder testvoorwaarden is gemaakt, en (2) voor het eerste medium dat een 'zichtbare paranormale manifestatie' zou kunnen voortbrengen. Harry Houdini was lid van het onderzoekscomité. Het eerste medium dat getest werd was George Valiantine, die claimde dat in zijn aanwezigheid geesten zouden spreken door een trompet die in een donkere kamer rondzweefde. Voor de test werd Valiantine in een kamer gezet, de lichten werden gedoofd, maar buiten zijn medeweten was zijn stoel getrukeerd zodat er in de kamer ernaast een signaal zou oplichten als hij zou opstaan. Omdat de lichtsignalen tijdens zijn optreden aangingen, kreeg Valiantine de prijs niet.
Sindsdien hebben vele individuen en groepen vergelijkbare geldprijzen aangeboden voor bewijs van het paranormale in een gecontroleerde omgeving. Deze prijzen hadden in september 2003 een gecombineerde waarde van US$ 2.326.500 (anno 2023, na inflatiecorrectie, circa US$ 3,9 miljoen, ofwel € 3,6 miljoen) (plus US$ 13.000 in 2012–2013 van het Sisyphus-project). Anno 2023 is geen enkele van deze prijzen ooit uitgereikt.

## Prijzen
| Datum                 | Moderator(s)                                                               | Prijzengeld                                                        | Details | Uitgereikt |
| --------------------- | -------------------------------------------------------------------------- | ------------------------------------------------------------------ | --- | ---------- |
| 1963–1978             | Abraham Kovoor (Sri Lanka)                                                 | 100.000 LKR                                                        | Een prijs van ca. € 600. Kovoor begon in 1963 zijn uitdaging tot hij in 1978 overleed. Hij inspireerde anderen zoals Randi en Premanand. | Nee        |
| 2000–heden            | Alfredo Barrago (CICAP, Italië)                                            | € 50.000                                                           | "... minstens een 'fenomeen' tonen, voortgebracht door een 'medium, zieners, ontvankelijke personen enz.' van paranormale aard." | Nee        |
| 1997–heden            | Asian Rationalist Society of Britain, Lavkesh Prasha (Verenigd Koninkrijk) | £ 10.000                                                           | "Aan eenieder die kan bewijzen dat hij magische krachten bezit in het bijzijn van de media en wetenschappers." Het oorspronkelijke bedrag van £ 2000 werd in 2006 vervijfvoudigd om meer kandidaten aan te trekken. | Nee        |
| N/A 2012–2013         | Association for Skeptical Enquiry (ASKE, Verenigd Koninkrijk)              | £ 12.000 (N/A) £ 400 (2012–2013)                                   | (Ongedateerd) Voor bewijs van paranormale krachten. (2012–2013) Een prijs van ca. € 500 die uitgeloofd wordt indien men een Britse preliminaire test voor de Sisyphusprijs succesvol aflegt. | Nee        |
| 1980–heden            | Australian Skeptics                                                        | AU$ 100.000                                                        | Een prijs van ca. € 69.000 die uitgeloofd wordt bij bewijs voor het bestaan van buitenzintuiglijke waarneming, telepathie of telekinese. | Nee        |
| 1976–heden            | Basava Premanand (overleden 2009) / Indian Skeptic / Indian CSICOP         | 100.000 INR                                                        | Ca. € 1300. Aangeboden nadat Abraham Kovoor in 1976 ziek werd door kanker. Premanands tijdschrift en organisatie hebben de uitdaging voortgezet na zijn dood in 2009. | Nee        |
| 2000–heden            | Center for Inquiry Investigations Group (Los Angeles)                      | US$ 500.000                                                        | "Aan eenieder die onder wetenschappelijke testomstandigheden significant bewijs kan leveren van enige paranormale, bovennatuurlijke of occulte kracht." Degene die een succesvolle kandidaat doorverwijst naar de CFIIG verdient US$ 5.000. Voorheen was de prijs US$ 50.000, naderhand US$ 250.000. | Nee        |
| 2011–heden            | Daniel Zepeda (Mexico)                                                     | MX$ 20.000                                                         | "Aan eenieder die onder gepaste waarneembare en herhaalbare omstandigheden bewijs kan aantonen voor een paranormale, bovennatuurlijke of occulte kracht waarvoor de wetenschap geen antwoord heeft." | Nee        |
| 2008–heden 2012–2013  | Eesti Skeptik (Estland)                                                    | € 10.000 (2008–heden) € 500 (2012–2013)                            | Aan eenieder die paranormale vermogens kan aantonen. Uitgereikt aan eenieder die de Estse preliminaire test van de Belgische Sisyphusprijs succesvol aflegt. | Nee        |
| N/A–heden 2012–heden  | Fayetteville Freethinkers (Arkansas)                                       | US$ 5000 (N/A–onbekend) Een huis (2012–onbekend) Een geit          | "Voor een demonstratie van bovennatuurlijke beweringen." In 2012 werd er een huis aangeboden voor eenieder die een Bigfoot kan vangen. Er is een geit uitgeloofd voor het bewijs van een vervulde Bijbelse profetie | Nee        |
| 2008, 2014            | Federation of Indian Rationalist Associations, Narendra Nayak              | 200.000 INR (2008) 1.000.000 INR (2014)                            | Beantwoord minstens 21 van 25 vragen correct in verband met toekomstige verkiezingsresultaten (bedoeld voor astrologen, maar open voor iedereen). | Nee        |
| 1987–2002             | Gérard Majax, Henri Broch, Jacques Theodor (Frankrijk)                     | € 200.000                                                          | International Zetetic Challenge. Mediums en helderzienden werden uitgedaagd om hun krachten te laten zien, maar alle 275 kandidaten faalden. | Nee        |
| 2004–heden            | Gesellschaft zur wissenschaftlichen Untersuchung von Parawissenschaften    | € 10.000                                                           | Aan eenieder die paranormale vermogens kan bewijzen. | Nee        |
| 2005–heden            | Humanisterna (Zweden)                                                      | 100.000 SEK                                                        | Aan eenieder die een paranormale of bovennatuurlijke vaardigheid kan demonstreren waarvoor geen wetenschappelijke verklaring kan worden gevonden. | Nee        |
| 1995–heden            | Indian Rationalist Association, Sanal Edamaruku                            | 100.000 INR                                                        | Aan iedereen die kan bewijzen dat het hindoeïstische "melkwonder" van 1995 daadwerkelijk een wonder was. Sinds 2002 is de prijs ook voor "eenieder die wetenschappelijk bewijs kan leveren voor iridologie". | Nee        |
| 1964–2015             | JREF One Million Dollar Paranormal Challenge                               | US$ 1.000.000 (sinds 1996)                                         | Gelanceerd door James Randi met $ 1000 in 1964, tegen 1980 verhoogd tot $ 10.000, tegen 1989 tot $ 100.000, en ten slotte tot een miljoen in 1996. Sinds de oprichting van de James Randi Educational Foundation werden aanmeldingen verwerkt en tests voorbereid en uitgevoerd door een comité. Met de pensionering van James Randy in 2015 werd de prijs opgeheven.                                                                             | Nee        |
| 1996–heden            | Les Sceptiques du Québec                                                   | CA$ 10.000                                                         | "Gewoon een feitje dat waarneembaar of verifieerbaar is door experiment" van een paranormaal fenomeen. Dient ook als pre-test voor de One Million Dollar Paranormal Challenge van de JREF. Oorspronkelijk hadden Les Sceptiques hun eigen prijs van CA$ 750.000. | Nee        |
| (Minstens sinds 2001) | North Texas Skeptics                                                       | US$ 12.000                                                         | Ca. € 9500 "aan iedere persoon (...) die enige mediamieke of paranormale kracht of vaardigheid kan aantonen onder wetenschappelijk geldige waarnemingsomstandigheden." | Nee        |
| 1966–2005             | Philip J. Klass (overleden)                                                | US$ 10.000                                                         | Een prijs van ca. € 8000 voor bewijs van een buitenaards bezoek aan de Aarde. | Nee        |
| 2010-2023             | Science and Rationalists' Association of India, Prabir Ghosh               | 2.500.000 INR                                                      | Prabir Ghosh zou ca. € 32.000 betalen "aan eenieder in deze wereld die zijn/haar supernormale kracht kan aantonen door een van de volgende activiteiten te volbrengen zonder hulp van valsspelen of trucs op een door mij aangewezen plek en omstandigheden." Het initiële bedrag was 2 miljoen INR. | Nee        |
| 1922-?                | Scientific American                                                        | US$ 2500 (1922–1941) US$ 15.000 (1941–?)                           | Twee aanbiedingen van US$ 2500: "(1) voor de eerste authentieke foto van een geest gemaakt onder testomstandigheden, en (2) voor het eerste medium dat een "zichtbare paranormale manifestatie" kon demonstreren." | Nee        |
| 1999–heden            | Sima Nan (China)                                                           | 1.000.000 CNY                                                      | Een prijs van ca. € 130.000 "aan eenieder die één daad van 'speciale vaardigheden' kan vertonen zonder valsspelen." | Nee        |
| 2002–heden            | Sisyphusprijs SKEPP (België)                                               | € 10.000 (2002–2012) € 1.000.000 (2012–2013) € 25.000 (2013–heden) | De oorspronkelijke Sisyphusprijs was € 10.000. Voor de duur van één jaar, 1 oktober 2012 tot 30 september 2013, verhoogde een anonieme Antwerpse zakenman het bedrag naar € 1.000.000, terwijl verscheidene Europese skeptische organisaties hun pre-tests eraan verbonden. Daarna werd de reguliere Sisyphusprijs voortgezet en verhoogd van € 10.000 naar € 25.000.                                                                             | Nee        |
| 1989–heden            | Skepsis ry (Finland)                                                       | € 10.000                                                           | Voor eenieder in Finland die paranormale fenomenen kan produceren onder bevredigende waarnemingsomstandigheden of kan bewijzen dat zij/hij/het een buitenaards wezen is door een DNA-monster (of een equivalent) te leveren voor onderzoek. Het geld komt deels van astronoom Hannu Karttunen en goochelaar Iiro Seppänen. | Nee        |
| 2012–heden            | Sri Lankan Rationalist Association                                         | 1.000.000 LKR                                                      | Professor Carlo Fonseka hernieuwde Abraham Kovoors uitdaging. | Nee        |
| 1988–heden            | Stichting Skepsis (Nederland)                                              | € 10.000                                                           | Aan eenieder die zijn/haar "alternatieve diagnoses" (waaronder kinesiologie, elektroacupunctuur, bioresonantietherapie, Therapeutic Touch, aura's waarnemen, helderziendheid, irisdiagnostiek, pendelen, astrologie) wil laten testen. Het winnen van de pre-test levert € 500 op. Skepsis' eerste uitdaging in maart 1988 was ƒ 10.000 aan iedere "psychische chirurg" die de appendix van voorzitter Kees de Jager kon verwijderen.             | Nee        |
| 1994–heden            | Stuart Landsborough (New Zealand Skeptics)                                 | NZ$ 100.000                                                        | "13. Aan eenieder die middels paranormale vaardigheid de precieze locatie aan kan wijzen" van twee helften van een cheque die verstopt is binnen een gebied van 100 m2 in Stuart Landsborough's Puzzling World. In de loop der jaren is het zoekgebied verkleind van 5 km2 tot 100 m2 en de prijs verdubbeld, maar de cheque gespleten om de kans dat men uit puur geluk wint te beperken. Deelnemers moeten NZ$ 1000 aan het goede doel doneren. | Nee        |
| 1989–heden            | Tampa Bay Skeptics (Florida)                                               | US$ 1000                                                           | "Aan eenieder die in staat is enig paranormaal fenomeen aan te tonen onder wederzijds overeengekomen waarnemingsomstandigheden." | Nee        |
| N/A                   | Tarksheel Society (India)                                                  | 1 crore (10 miljoen) INR                                           | Ca. € 130.000 voor iemand die een van 22 genoemde "wonderen" kan vertonen. De deelnameprijs is 10.000 INR (ca. € 130). In 2012 werd ook 1 crore INR uitgeloofd voor wie de verkiezingsresultaten in vijf Indiase deelstaatparlementen correct kon voorspellen. | Nee        |
| 2014–heden            | Český klub skeptiků Sisyfos (Tsjechië)                                     | 3.400.000 CZK                                                      | Circa € 141.000, aan eenieder die kan bewijzen paranormale vermogens te bezitten op vlakken zoals helderziendheid, telepathie, telekinese, rabdomantie, etc. | Nee        |

## Verder lezen
- (en)  Christopher, Milbourne (1975), Mediums, Mystics & the Occult. Thomas Y. Crowell Co.
- Nanninga, Rob (1988), Parariteiten - een kritische blik op het paranormale. Het Spectrum.
- (en)  Radin, Dean (2006), Entangled Minds: Extrasensory Experiences in a Quantum Reality. Paraview Pocket Books.

ARP-SAPC · Association for Skeptical Enquiry (ASKE) · Association française pour l'information scientifique (AFIS) · Center for Inquiry (CFI) · Círculo Escéptico · Comcept · Comité Para · Committee for Skeptical Inquiry (CSI/CSICOP) · Het Denkgelag · Deutsche Gesellschaft zur Bekämpfung des Kurpfuschertums (DGBK) · Edinburgh Skeptics · European Council of Skeptical Organisations (ECSO) · Föreningen Vetenskap och Folkbildning (VoF) · Gesellschaft zur wissenschaftlichen Untersuchung von Parawissenschaften (GWUP) · Glasgow Skeptics · Good Thinking Society · Irish Skeptics Society · James Randi Educational Foundation (JREF) · Klub Sceptyków Polskich (KSP) · Merseyside Skeptics Society (MSS) · Obscestvo skeptikov · Observatoire Zététique (OZ) · Richard Dawkins Foundation for Reason and Science (RDF/RDFRS) · SKEPP · Skepsis ry · Society for Psychical Research (SPR) · The Skeptics Society · Stichting Skepsis · Vereniging tegen de Kwakzalverij (VtdK)